# Fable
Fable é um RPG de ação, o primeiro da série Fable. Foi desenvolvido para as plataformas Microsoft Windows, Xbox e Mac OS X pela Big Blue Box Studios, uma desenvolvedora satélite da Lionhead Studios, e publicado pela Microsoft Studios. O jogo foi lançado para Xbox em setembro de 2004. Uma versão estendida do jogo, Fable: The Lost Chapters, foi lançada para Xbox e Windows em setembro de 2005. Uma versão do jogo para Mac OS X, criada pela Robosoft Technologies e publicada pela Feral Interactive, foi lançada em março de 2008 após um atraso de mais de dois anos devido a problemas de licenciamento.
Ambientado em um mundo de fantasia chamado Albion, os jogadores controlam um herói sem nome que se junta à Guilda dos Heróis após perder sua família durante um ataque de bandidos à sua cidade natal. Ao deixar a guilda, o jogador tem a opção de decidir se o herói deve fazer jus ao seu nome ou guiá-lo por um caminho sombrio.
Originalmente desenvolvido sob o nome de Projeto Ego, Fable envolveu mais de 150 pessoas no desenvolvimento. A música do jogo foi composta por Russell Shaw, com o tema de abertura escrito por Danny Elfman. O lançamento do jogo foi amplamente aguardado, em parte devido ao entusiasmo do cofundador da Lionhead, Peter Molyneux. O jogo estava originalmente em desenvolvimento para o Dreamcast, mas migrou para o Xbox após a descontinuação do Dreamcast. Por meio do Xbox Live, a Fable ofereceu suporte ao recurso Live Aware. Fable agora é suportado novamente nos servidores online de substituição do Xbox, chamados Insignia.
Fable recebeu críticas geralmente positivas da crítica especializada quanto à qualidade de sua jogabilidade e execução, embora tenha sido notada a falha em incluir muitos dos recursos prometidos. Fable foi o jogo mais vendido em setembro de 2004, com mais de dois milhões de unidades vendidas até 2006. O jogo foi seguido por duas sequências: Fable II em 2008, Fable III em 2010 e um reboot em desenvolvimento pela Playground Games. Fable Anniversary, um remake em alta definição do jogo que inclui The Lost Chapters, foi lançado para Xbox 360 e Windows em fevereiro de 2014.